# 湯口和明
湯口 和明（ゆぐち かずあき、1962年11月21日 - ）は、日本の声優、俳優、ナレーター。大阪府大阪市出身。キャラ所属。

## 人物
- 2011年にイグニッション・エンターテイメントより発売されたプレイステーション3およびXbox 360用ソフト『エルシャダイ』にて『神は言っている、ここで死ぬ運命ではないと』のナレーションで知られている。

## 出演

### テレビドラマ
- 芋たこなんきん
- ほんまもん（視察員）
- あすか
- やんちゃくれ
- 甘辛しゃん
- ふたりっ子
- バブル
- この指とまれ2
- 父さんは森に隠れる
- 新ズッコケ三人組
- ある日突然…
- ピュアラブ
- いのちの現場から6
- 新・赤かぶ検事奮戦記13（浜岡雅信）[4]
- おみやさん
- 名奉行 遠山の金さん
- 新撰組血風録（鈴木三樹三郎）[4]
- 必殺仕事人Ⅳ（竹之進）
- 必殺仕事人V（小太郎）
- 痛快!三匹のご隠居
- 狩矢父娘シリーズ2 札幌雪まつり～京都連続殺人事件（河村助教授）[4]
- 京都祇園入り婿刑事事件簿8
- 小京都ミステリー15 大和路くみひも殺人事件
- 新名神開通特番（ナビゲーター）

### 映画
- 新・第三の極道Ⅵ
- エイジアン・ブルー 浮島丸サコン
- 橋のない川
- 心の叫びが聞こえますか　 [要出典]
- らくがき [5][6]
- 人権を考える！女性とこどもと母親 [7]
- 春を待つ雪 [要出典]
- わかば（テレビ・ラジオの声）

### ラジオドラマ
- NHK-FM
  - ミッドナイトジミー
  - インテリア・ライフ～カーテン禁止法
  - 尚子とその母
  - ユダヤの人形つかい
  - 宝塚海軍航空隊
- MBSドラマの風「キング・オブ・クラフトマン」
- ABC
  - オール・オア・ナッシング
  - ミュージックパラダイス・ミッドナイトドラマ

### ゲーム
- エルシャダイ（ミカエル、ナレーション） [4]
- The Lost Child（ミカエル[8]）

### 舞台
- マクベス
- 夏の夜の夢
- ヴェニスの商人
- ハムレット
- みんな我が子
- 海神別荘
- 雰囲気のある死体
- ハイキング
- 梯梧
- 山帰来荘
- 火の鳥
- 美しい人
- 祈りの家
- 鬼だいこ
- ミュージカル・ダンサー

### 番組ナレーション
- KTV
  - バーン・ザ・フロアで元気になろう!SP
- KBS
  - 椎間板ヘルニア治療の最前線
  - 欧州ワイン紀行〜銘醸ワインの産地を訪ねて〜（ナレーション）[4]
- NHK
  - 歴史秘話ヒストリア [4]
  - サンスター健康ラボ2012
- BSフジ
  - めざましテレビ公認 わがまま!気まま!旅気分
- BBC特番
  - 抱きしめてBIWAKO
  - TAKARAZUKA 旅美写美
- 日テレG+
  - 読売スペシャル・シルクロード行3部作

### CMナレーション
- 正倉院展
- 日商エステム
- JAバンク大阪
- 和太鼓倭YAMATO
- ルルドマッサージクッション
- ここあ守山
- 公友社
- ダービーウィーク
- 永野蒲鉾
- ぱしふぃっくびいなす
- 松本大学
- 第三銀行
- 日本珠算連盟

### VPナレーション
- フルタ製菓60周年
- DVD菊本俊文一刀両断2012
- イムラ封筒
- 大阪ガス
- SK-Ⅱ
- 「大和ミュージアム」展示映像
- 「築城前の広島」展示映像
- パナホーム
- アシックスベースボール
- オムロン
- 関西電力
- JR西日本
- JR九州
- 金剛堂
- パトライト
- リーガロイヤルホテル77周年
- パナソニック
- 四国電力
- 三洋ホームズ

### MC
- フラワープリンセスひょうご最終審査発表会（1999年 - 2012年）[4]
- 新日本海フェリー新造船すずらん船内見学会 [4]
- クボタディーラーミーティング、
- タキイ種苗175周年記念パーティ [4]
- （株）オンテックス・コンベンションパーティー
- シャルレ代理店セミナー表彰式
- （株）ユニオン50周年記念式典
- JR西日本・神事進行 [4]
- 結婚式進行（帝国ホテル大阪、リーガロイヤルホテルほか） [4]
- セントレジスホテル大阪
- 神戸ポートピアホテル
- ANAクラウンプラザ神戸

### パチンコ
- 天～天和通りの快男児（天）
- CR豪血寺一族（陳念、ナレーター）
- パチスロ「ドルマッチ」（ボブ、リングアナ）
- 餓狼伝説スペシャル（タンフールー、リッパー、ホッパー）

### アニメ
- CGアニメ「荒事師クロウ」（クニモリ）
- アニメ映画「美しいメッセージ」（純夏の担任）

### VP顔出し
- ピアセラボ夏提案（キャスター）
- アカデミックハラスメントの理解と発生防止（キャスター）
- 京都府消費生活インターネット講座「くらしの化学実験」（キャスター）
- 京都ジョブパークe-ラーニング「応募書類の書き方篇」（キャスター）
- テイチクカラオケ（60曲以上）[4]

•駅放送アナウンス
- つくばエクスプレス